# 永積洋子

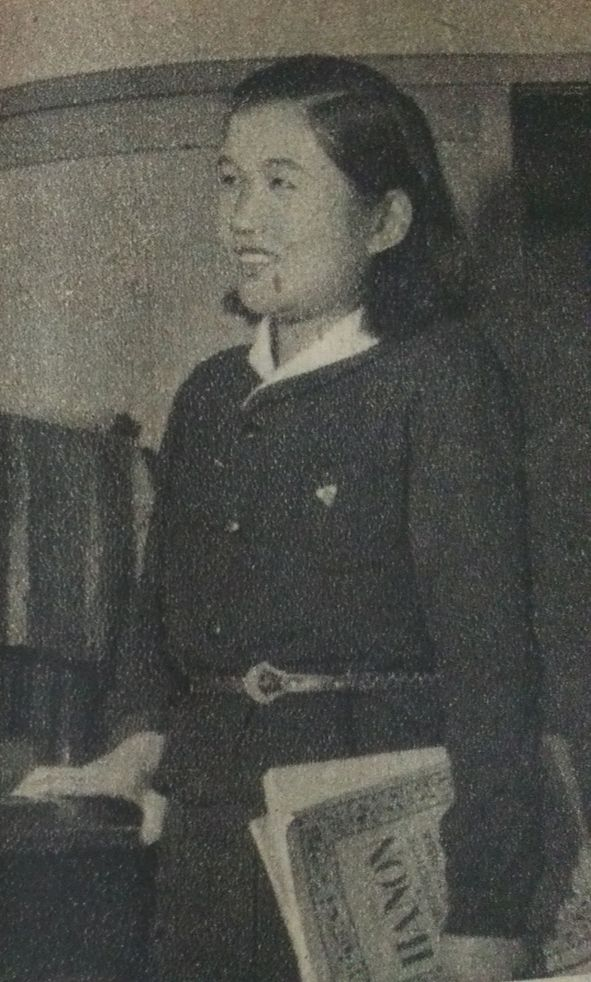
1947年の三木洋子（のちの永積洋子）

永積 洋子（ながづみ ようこ、1930年〈昭和5年〉10月8日 - 2023年〈令和5年〉7月29日）は、日本の歴史学者。東京大学名誉教授。文学博士。専門は、近世通行貿易史。

## 来歴
哲学者三木清の娘、東京大学農学部助教授（当時）東畑精一の姪として1930年（昭和5年）、東京に生まれる。1954年（昭和29年）、東京大学国史学科卒、1956年（昭和31年）、同大学大学院修士課程修了、同年より三度にわたってオランダに留学。
中央大学講師を務め、1987年（昭和62年）、夫の東京大学文学部教授永積昭の死後、東京大学文学部教授となり、東京大学文学部の初の女性教官となった。1991年（平成3年）、初の単著『近世初期の外交』で第3回和辻哲郎文化賞学術部門を受賞。同年、定年退官後は城西大学経済学部教授、その後東洋文庫研究員だった。
1990年（平成2年）、東京大学より文学博士の学位を取得、学位論文の題は「近世初期の外交」。
専門は近世通交貿易史で、近世初期平戸オランダ商館の記録を調査、翻訳した。

### 親族
いくつかの著書・論文で共著者・共訳者の一人となっている速水融（慶應義塾大学名誉教授）とは、速水の父親である速水敬二（東畑精一の弟で三木清の京大哲学科での後輩）が三木の妻の実兄に当たり、従兄弟の関係にあたる。（→詳細は東畑精一の家族・親族を参照。）

## 著作

### 単著
- 『近世初期の外交』創文社, 1990
- 『平戸オランダ商館日記 近世外交の確立』〈講談社学術文庫〉, 2000
- 『朱印船』吉川弘文館, 2001

### 翻訳
- ヤン・ロメイン『アジアの世紀』永積昭共訳, アジア経済研究所（当時の所長は伯父の東畑精一）, 1961
- 『平戸オランダ商館の日記』第1-4輯, 岩波書店, 1969-70
- 『南部漂着記 南部山田浦漂着のオランダ船長コルネリス・スハープの日記』キリシタン文化研究会, 1974
- ヘンドリック・ドゥーフ『ドゥーフ日本回想録』雄松堂出版〈新異国叢書〉, 2003

### 共著・編著
- 『平戸オランダ商館イギリス商館日記 碧眼のみた近世の日本と鎖国への道』武田万里子共著, そしえて, 1981
- 『唐船輸出入品数量一覧 1637〜1833年 復元唐船貨物改帳・帰帆荷物買渡帳』創文社, 1987
- 『「鎖国」を見直す』国際文化交流推進協会〈シリーズ国際交流〉, 1999